# 国务院机械工业委员会
国务院机械工业委员会是1980年设立的统一领导和归口管理机械工业的中华人民共和国国务院综合部门。

## 历史
1980年2月12日，第五届全国人大常委会第十三次会议决定，为了加强对机械工业的统一领导，设立国务院机械工业委员会。
1980年12月8日，国务院发出通知，决定将国务院机械工业委员会改名为中华人民共和国国家机械工业委员会（简称“国家机械委”），管理一机部、四机部、六机部、农机部和国家仪器仪表工业总局、国家广播电视工业总局、国家电子计算机工业总局 的工作，协同国防科委、国防工办安排国防工业企业的民品生产，组织民用机械工业企业优先保证完成合同规定的国防科研、试制、生产等任务，统一规划和协调国务院其他部门管理的民用机械制造工业和各省、市、自治区管理的民用机械工业。1982年5月4日第五届全国人大常委会第二十三次会议通过《关于国务院部委机构改革实施方案的决议》，决定国家机械工业委员会、国家经济委员会、国家能源委员会、国家农业委员会合并组建新的国家经济委员会。 

## 机构设置
国务院机械工业委员会下设4个司局级机构，干部编制60人。

## 领导
- 主任薄一波（副总理兼）
- 第一副主任吕东
- 副主任倪志福、沈鸿、宋劭文、徐驰、马洪、周太和、马捷、范慕韩、张明远